# Paola Turbay
Paola Turbay Gómez (Houston, 29 de noviembre de 1970) es una actriz, presentadora y exreina de belleza colombiana nacida en los Estados Unidos. Fue Señorita Colombia 1991 y primera finalista en Miss Universo 1992. Tiene ascendencia libanesa por parte de su familia paterna.

## Biografía
Nacida el 29 de noviembre de 1970 en Houston en el estado de Texas en Estados Unidos mientras sus padres hacían una maestría de varios años en este país.
Paola Turbay creció en Colombia e hizo su carrera en la pantalla desde temprana edad. De hecho, su primer comercial fue a los 13 años de edad en inglés para una cadena estadounidense.
Representó a Bogotá en el Concurso Nacional de Belleza y fue elegida Señorita Colombia en 1991. Al año siguiente, representó a su país en el certamen Miss Universo, ocupando el lugar de primera finalista, perdiendo contra la representante de Namibia Michelle McLean, lo que le granjeó gran simpatía y popularidad en su país.
Tras culminar sus estudios de Psicología en la Universidad de Los Andes de Bogotá, se dedicó al modelaje y a la presentación tanto de eventos como de segmentos de noticieros, como QAP Noticias y CM&, y programas como Hola Paola y Gente corrida durante la década de 1990. 
En cinco ocasiones ha presentado el Concurso Nacional de Belleza: En 1998, 2002 y 2003, junto a Jorge Alfredo Vargas, en 2005, junto a Miguel Varoni y en 2014 junto a las ex-reinas Paula Andrea Betancourt, Carolina Gómez y Taliana Vargas. También ha incursionado en la televisión como actriz tanto en Colombia como Estados Unidos.

### Cine y televisión
Tras haber realizado apariciones cortas en series como O todos en la cama, Ecomoda y Leche, y luego de estudiar actuación en el Conservatory Program del Acting Studio de Hollywood, Florida, Turbay se convirtió en protagonista de la comedia Noticias Calientes de RCN Televisión en 2002.
En 2004, protagonizó la telenovela Las noches de Luciana, y en 2006 presentó la versión colombiana del reality show Bailando por un sueño. También ha participado en las películas Perder es cuestión de método, El amor en los tiempos del cólera y Lenny, the Wonder Dog.
Paola Turbay actuó en la serie de CBS Cane junto al actor norteamericano Jimmy Smits, que se estrenó en el otoño de 2007 en Estados Unidos y fue cancelada en mayo de 2008. 
En 2008, apareció en algunos episodios de la serie de ABC Family The Secret Life of the American Teenager como Cindy Lee.
En 2009, en la quinta temporada de The Closer interpretó a Mikki Mendoza, una detective lesbiana que ayudaba a la protagonista Kyra Sedgwick a resolver nuevos homicidios.
En agosto de 2009, fue nominada a los ALMA Awards 2009 en el género Drama / Actriz. Entre 2010 y 2011, actuó en la serie de HBO True Blood como antagonista principal. En enero de 2011, apareció en el episodio 11 de la tercera temporada de The Mentalist. En 2012, hizo parte de la versión colombiana del reality show Got Talent, producido por RCN Televisión.
En 2014 funda el IndieBo, una muestra del mejor cine independiente colombiano e internacional en la ciudad de Bogotá. El festival nace con la firme creencia de que Bogotá necesita de espacios que contribuyan a la evolución del cine y la formación de públicos. La apuesta del mismo es convertir a la ciudad en un escenario donde el encuentro con el buen cine y la tecnología permita el crecimiento de una audiencia dispuesta a asumir más riesgos.

## Vida personal

### Familia
Paola Turbay pertenece a la aristocracia bogotana, pues pertenece a la rama de la familia Turbay que se estableció en Bogotá.
Es hija de Gabriel Turbay Bernal. Su padre era hijo del abogado y notario Aníbal Turbay Ayala, hermano de Julio Cesar Turbay Ayala, y es el hermano del empresario Aníbal Turbay Bernal.
Su hermano Juan Gabriel Turbay fue músico de la banda de rock Poligamia.
Su abuelo, Aníbal Turbay, era hermano del político Julio César Turbay Ayala, presidente de Colombia entre 1978 y 1982, por el Partido Liberal Colombiano.
Paola Turbay es filántropa apasionada que trabaja con la Cruz Roja, World Vision, Lion’s Club, Rotary Club y la Fundación Sanar, entre otros.

### Vida sentimental
Está casada desde 1994 con el empresario Alejandro Estrada, con quien tiene dos hijos.

## Trayectoria

### Películas
| Año  | Título                            | Personaje    |
| ---- | --------------------------------- | ------------ |
| 2004 | Perder es cuestión de método      | Nacha        |
| 2004 | Londer Dog                        | Ms. Ripley   |
| 2007 | El amor en los tiempos del cólera |              |
| 2010 | Flights of Fancy (Preproducción)  | Doña Ilusión |
| 2011 | Mamá, tómate la sopa              | Cristina     |
| 2017 | Los Oriyinales                    |              |

### Televisión
| Año       | Título                                          | Personaje                                                   |
| --------- | ----------------------------------------------- | ----------------------------------------------------------- |
| 1994-1997 | O todos en la cama                              | Ella misma                                                  |
| 1996-1997 | Leche                                           |                                                             |
| 2001      | Ecomoda                                         | Cameo                                                       |
| 2002      | Noticias Calientes                              | María Ximena Orozco                                         |
| 2004-2005 | Las noches de Luciana                           | Luciana Rivas                                               |
| 2007      | Cane                                            | Isabel Vega (13 Episodios)                                  |
| 2007      | Californication                                 | Rosario (Un Episodio)                                       |
| 2007      | Novel Adventures                                | Joanna Ruiz (Ocho episodios)                                |
| 2008-2009 | The Secret Life of the American Teenager        | Cindy Lee                                                   |
| 2009      | Meteor                                          | Enfermera Huxley (Dos episodios)                            |
| 2009      | The Closer                                      | Det. Mikki Mendoza (Dos episodios)                          |
| 2009      | The Cleaner                                     | Angie Carmichael (Un episodio)                              |
| 2010      | Royal Pains                                     | Dra. Marissa Cassaras (Un episodio)                         |
| 2010      | True Blood                                      | Antonia (bruja)                                             |
| 2010      | America's Next Top Model                        | Presentadora episodio:Final Top Model (temporada 16)        |
| 2011      | The Mentalist                                   | Beatriz (Un episodio)                                       |
| 2011      | True Blood                                      | Antonia                                                     |
| 2012      | Colombia tiene talento                          | Jurado                                                      |
| 2013      | Colombia tiene talento 2                        | Jurado                                                      |
| 2013-2014 | Mentiras perfectas                              | Susana Lara                                                 |
| 2014      | Colombia's Next Top Model                       | Jurado Invitada episodio: Savital y Chocolate (temporada 2) |
| 2015      | Tu cara me suena                                | Jurado                                                      |
| 2017      | The Blacklist 4x16                              | Dr. Sophia Gallup                                           |
| 2023      | Ana de Nadie                                    | Ana Ocampo                                                  |
| 2023      | 1994, el primer año del resto de nuestras vidas | Invitada                                                    |
| 2025      | La venganza de Analía 2                         | Paulina Peña                                                |
| 2025      | Delirio                                         | Eugenia Portulinos                                          |

### Comerciales
- Shampoo Savital
- Milo
- Mayonesa Amor Grasco
- Avon
- Varta

## Premios y nominaciones

### Premios TVyNovelas
| Año  | Categoría                        | Telenovela o serie | Resultado |
| ---- | -------------------------------- | ------------------ | --------- |
| 2014 | Mejor actriz antagónica de serie | Mentiras perfectas | Ganadora  |
| 2011 | Otros premios importantes        | Especial           | Ganadora  |